# Johnny la bagarre
Pour plus de détails, voir Fiche technique et Distribution.
Johnny la bagarre (Johnny Trouble ) est un film américain réalisé par John H. Auer et sorti en 1957

## Fiche technique
- Titre : Johnny la bagarre
- Titre original : Johnny Trouble
- Réalisation : John H. Auer
- Scénario : Ben Ames Williams Charles O'Neil David Lord
- Musique : Frank De Vol
- Direction artistique : James W. Sullivan
- Décors : Ross Dowd
- Son : Glen Glenn
- Montage : Tony Martinelli
- Production : John H. Auer
- Pays de production :  États-Unis
- Langue originale : anglais
- Format : noir et blanc
- Genre : drame
- Durée : 80 minutes
- Dates de sortie :
  - États-Unis : 24 septembre 1957
  - France : 16 avril 1959
  - Royaume-Uni : 6 avril 1959
- Classification (facult.)

## Distribution
- Ethel Barrymore : Katherine Chandler
- Cecil Kellaway : Tom McKay
- Stuart Whitman : Johnny Chandler
- Carolyn Jones : Julie Horton
- Jesse White : Parsons
- Rand Harper : Phil Wilson